# Alice (2005)
Alice ist ein Spielfilm des portugiesischen Regisseurs Marco Martins aus dem Jahr 2005.

## Handlung
Es sind 193 Tage vergangen, seit die kleine Alice in den Straßen der Baixa Pombalina, der Unterstadt Lissabons, verloren gegangen ist. Vater Mário durchstreift seither Straßen und Plätze der Stadt, klebt und verteilt Flugblätter mit der Vermisstenanzeige, geht täglich den Weg ab, auf dem Alice verschwunden ist, und hat Kameras in Wohnungen und auf Häusern installiert, die rund um die Uhr diese Wege filmen. Mário hält diese tägliche Routine ein, die ihn notgedrungen im Kontakt zu anderen Menschen hält, und ihn davor bewahrt, sich mit dem Verlust der Tochter abzufinden, da er sie durch seine Anstrengungen bald wiederzufinden glaubt. Abends steht er als Schauspieler auf der Bühne. Mutter Luísa indessen ist bereits von ihrer Trauer zermürbt und kann kaum ihren Alltag bewältigen. Die Kommunikation des Paares ist sichtlich schwierig, während sie gleichzeitig durch ihr geteiltes Schicksal eng miteinander verbunden bleiben.

## Rezeption
Der Film besticht durch eine beklemmende Sprache seiner Bilder und die schauspielerischen Darstellungen (vor allem Nuno Lopes als Vater und Beatriz Batarda als Mutter), dazu überzeugt die reduzierte, gefühlvolle Filmmusik des Pianisten Bernardo Sassetti. Alice kommt mit relativ wenigen Dialogen und dafür mit vielen ungewöhnlichen Einstellungen aus. Trotz dieser augenscheinlich wenig publikumswirksamen Machart überraschte Alice mit hohen Besucherzahlen. So gehörte er noch im Oktober 2013 zu den 25 meistgesehenen portugiesischen Filmen (seit Einführung der öffentlich geführten Statistik 2004).
Alice gewann eine Reihe von Preisen auf internationalen Filmfestivals, so beim Filmfestival Cannes, den Caminhos do Cinema Português in Coimbra, dem Filmfestival Mar del Plata in Argentinien und dem internationalen Filmfestival von Las Palmas de Gran Canaria. Nuno Lopes wurde daraufhin von der European Film Promotion als ein Shooting Star 2006 ausgezeichnet.
Der Film war der portugiesische Kandidat für den besten fremdsprachigen Film zur Oscarverleihung 2007, gelangte dort jedoch nicht zur Nominierung.
Alice wurde 2006 als DVD veröffentlicht, bei Lusomundo (Nr. 324/2006), u. a. als edição especial, als Doppel-DVD-Sonderedition im Schuber.